# Далхадов, Апти
Апти Далхадов (1957—1996, Грозный, Чечня) — чеченский артист, заслуженный артист Чечено-Ингушской АССР. Лауреат Всесоюзного конкурса советской песни «Сочи-80».

## Биография
Родился в 1957 году. Учился в музыкальном училище Чечено-Ингушской АССР.
Далхадов А. появился на сцене молодом возрасте, сразу же полюбившимся слушателю. Далхадова А. был талантливым певцом, музыкантом и выделялся красивым голосом и был востребованным у своих преподавателей.
Мазаев А. педагог по вокалу учил Далхадов А. не сдаваться и петь, даже пушки будут стрелять. Мазаев А. считал его талантливым певцос, который покорит не одну сцену.
80-е годы Чечено-Ингушской филармонии появились новые имена ныне известных певцов: Дадашева Т., Дудаев З., Ташаева М., Далхадов А., Даудов Р., Ясаев М., Гелгоев И., ВИА «Ичкерия». В те же годы в Чечено-Ингушской филармонии работали Антонов Ю., Алесандр Барыкин, Понаровская И..
В 1980 году являлся солистом известного в Чечено-Ингушской АССР и за пределами республики вокально-инструментального ансамбля «Ичкерия». Руководил ансамблем Димаев А., а в его составе работали Ташаева М., Шаипова С., Мейсигов Б. и другие известные артисты.
Далхадов А. стал лауреатом на Всесоюзном конкурсе советской песни «Сочи-80», где успешно смел песню ныне известного артиста Димаева А. «Отчизна-мать». Также он исполнял песню Яна Френкеля «Журавли».
Популярность Далхадова А. стала стремительно расти после того как он стал лауреатом «Сочи-80», и его имя становится известным далеко за пределами Чечено-Ингушской АССР. По инициативе Гешаева М. едет в Москву, где становится известным и востребованным певцом. В 1981 году Далхадов А. стал первым чеченцем который принял участие в популярной в те времена передаче «Шире круг» с песней Димаева А. на чеченском языке «Даймохк-нана». После успеха в Сочи несколько лет участвовал многих музыкальных передач Центрального телевидения СССР в некоторых из которых сам становился героем. Участвовал в концертах звезд советской эстрады (Антонов, Барыкин, Леонтьев и другие). Впоследствии в 80 годы стали для него звездным временем в карьере.
В исполнении Далхадова А. любая становилась хитом. Некоторые песни в его исполнении: «Даймохк-нана» А. Димаева, «Нохчи ву со», «Мой город Грозный» на слова Гешаева М. и песни из репертуара Джо Дассена, Тото Кутунью и других известных артистов, которые Далхадов А. исполнял эти песни не хуже их, этим он обогащал своей индивидуальность и темперамент. Репертуар Апти Далхадова отличался патриотическими, лирическими чувствами в текстах, его песни были содержательный и яркими музыкальными формами.
В период политических потрясений в СССР, а затем и Российско-чеченской войны Далхадов А., был отлучен от сцены, творчества, он так и не успел сориентироваться в наступившем хаосе в Республике.

### Смерть
В августе 1996 года в городе Грозный, поскользнулся и упал в горячий источник серной воды когда шел за водой для своей матери. После у Далхадов А. отказали почки, в военном госпитале ему сделали операцию однако она ему не помогла, не помогла. Очевидицей этого события была известная артистка Ташаева М., которая до последнего стояла около палаты. По другой версии умер после нанесения 80 ударов прутьями.